# Unimăt, Satu Mare
Unimăt (în maghiară Újnémet, în germană Neudorf) este un sat în comuna Acâș din județul Satu Mare, Transilvania, România.

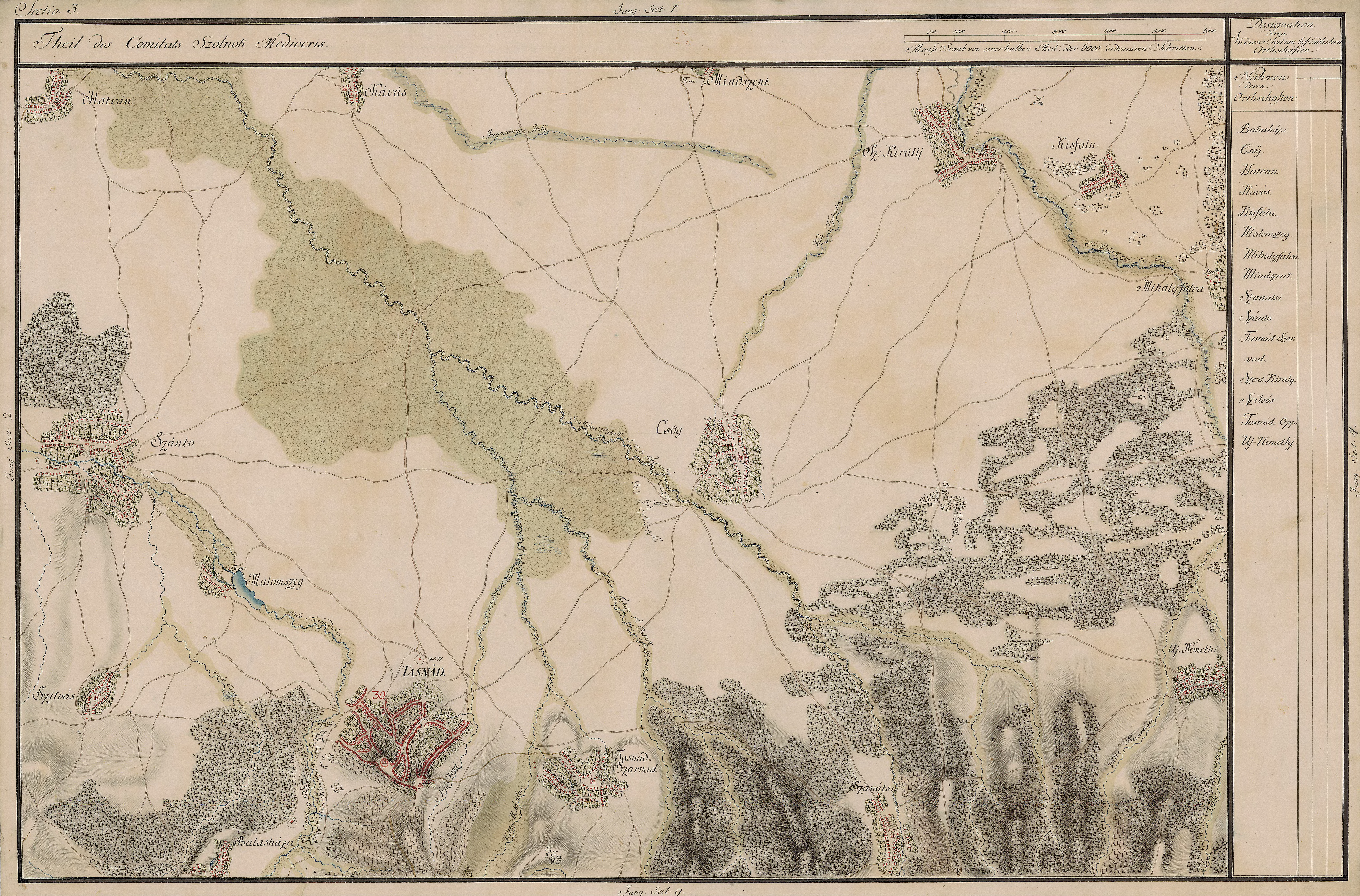
Unimăt în Harta Iosefină a Transilvaniei

## Personalități
- Ioan Virgiliu Băliban, (1899 - 1974), preot,  deputat în Marea Adunare Națională de la Alba Iulia  1918

 Acest articol despre o localitate din județul Satu Mare este deocamdată un ciot. Puteți ajuta Wikipedia prin completarea lui.